# Jasdaq Shōken Torihikijo
Die K.K. Jasdaq Shōken Torihikijo (jap. 株式会社ジャスダック証券取引所, Kabushiki kaisha Jasudakku Shōken Torihikisho, engl. Jasdaq Securities Exchange, Inc.) war vormals eine Wertpapierbörse mit Zentrale in Chūō, Tokio, Japan. Heute ist Jasdaq der Handelsname der Ōsaka Shōken Torihikijo (engl. Osaka Securities Exchange) in Osaka.
JASDAQ (Japanese Association of Securities Dealers Automated Quotations) ist nicht verbunden mit der NASDAQ in den USA, arbeitet aber ähnlich mit elektronischer Plattform und ist auf die sinngemäß gleiche Weise benannt.

## Geschichte
Im Jahr 1963 richtete die Nippon Shōkengyō Kyōkai (日本証券業協会, engl. Japan Securities Dealers Association) einen OTC-Wertpapierhandel ein. Dieses System wurde im Juni 1976 dem neugegründeten Unternehmen Nippon Tentō Shōken K.K. (日本店頭証券株式会社, engl. Japan OTC Securities Co., Ltd.) unterstellt. Ab Oktober 1991 wurde der Jasdaq Index berechnet. Mit dem Rückzug aus dem Wertpapiergeschäft im Dezember 1998 erfolgte die Umfirmierung zu K.K. Jasdaq Service (株式会社ジャスダック・サービス, Kabushiki-gaisha Jasudakku Sābisu, engl. Jasdaq Service, Inc.) und im Februar 2001 zu K.K. Jasdaq (株式会社ジャスダック, engl. Jasdaq Inc.). Nach dem Erhalt einer Börsenlizenz erfolgte die Umfirmierung in K.K. Jasdaq Shōken Torihikijo.
Im Dezember 2008 wurde das Unternehmen eine Tochter der Ōsaka Shōken Torihikijo (Osaka Securities Exchange, OSE). Im September 2009 integrierte die OSE das Jasdaq-Handelssystem in ihr eigenes. Am 1. April 2010 übernahm die OSE das Unternehmen schließlich vollständig und vereinigte die JASDAQ mit der NEO und Nippon New Market-Hercules.